# آق‌بلاغ محمدحسین خان
آق‌بلاغ محمدحسین خان یا آق‌بلاق محمدحسین خان روستایی در دهستان مالمیر بخش سربند شهرستان شازند استان مرکزی ایران است.

## جمعیت
بر پایه سرشماری عمومی نفوس و مسکن در سال ۱۳۹۵ جمعیت این روستا ۸۴ نفر (۲۹خانوار) بوده‌است.